# Comitê Paralímpico da Oceania
O Comitê Paralímpico da Oceania é uma organização com sede localizada na cidade de Sydney, Austrália. É uma organização internacional que congrega os sete Comitês Paralímpicos Nacionais da Oceania.

## História
O Comitê Paralímpico da Oceania foi formado em 2006, quando a Federação Fespic foi dividida em duas instituições separadas, dando origem ao Comitê Paralímpico da Oceania e o Comitê Paralímpico Asiático.

## Membros
Na tabela a seguir, o ano em que o Comitê Paralímpico Nacional foi Reconhecido pelo Comitê Paralímpico Internacional, e se for diferente também dado o ano em que o Comitê Paralímpico Nacional foi criado.
| País             | Código | Comitê Paralímpico Nacional            | Criado | Ref.  |
| ---------------- | ------ | -------------------------------------- | ------ | ----- |
| Austrália        | AUS    | Comitê Paralímpico Australiano         |        | [ 4 ] |
| Fiji             | FIJ    | Associação Paralímpica de Fiji         |        | [ 4 ] |
| Ilhas Salomão    | SOL    | Comitê Paralímpico das Ilhas Salomão   |        | [ 4 ] |
| Nova Zelândia    | NZL    | Paralímpicos da Nova Zelândia          |        | [ 4 ] |
| Papua-Nova Guiné | PNG    | Comitê Paralímpico de Papua-Nova Guiné |        | [ 4 ] |
| Samoa            | SAM    | Comitê Paralímpico de Samoa            |        | [ 4 ] |
| Tonga            | TGA    | Comitê Paralímpico Nacional de Tonga   |        | [ 4 ] |
| Vanuatu          | VAN    | Comitê Paralímpico de Vanuatu          |        | [ 4 ] |

## Eventos

### Jogos da FESPIC
- 1975 Beppu
- 1977 Parramatta
- 1982 Hong Kong
- 1986 Surakarta
- 1989 Kobe
- 1994 Pequim
- 1999 Bangkok
- 2002 Busan
- 2006 Kuala Lumpur

### Jogos da Juventude da FESPIC
- 2003 Hong Kong